# XF5F戰鬥機
XF5F戰鬥機是格鲁门公司設計的一款試驗性雙發動機艦載戰鬥機，這架飛機同時也被美國陸軍看中，改良成為XP-50戰鬥機，不過這兩架飛機都只處於試驗階段。官方正式名稱是空中火箭（Skyrocket）。

## 歷史
美國海軍於1937年發出雙發動機艦載戰鬥機的設計需求，其中要求這架飛機的最大速度需要超過每小時480公里，一共有4家公司提出他們的設計方案，格魯曼公司的設計是採用兩具艾利森公司V-1710液冷式發動機加上渦輪增壓器。經過審核之後，海軍認為沒有一款設計預估性能足以滿足需求。因此1938年初海軍提出修改方案，設計規格放寬為可以採用一具液冷式發動機加上機械增壓器，或者是兩具氣冷式發動機配合渦輪增壓器。

這一次一共有5家公司提出他們的設計案，其中渥特公司（Vought）是採用一具普萊特·惠特尼公司的R-2800氣冷式發動機作為動力來源，雖然這一款發動機並未包含在海軍提出的需求裡面，稍後海軍還是發出合約給渥特公司進行研發，成為F4U戰鬥機。格魯門公司提出的設計是採用兩具普萊特·惠特尼公司R-1535氣冷式發動機配合兩速機械增壓器。可是在設計初期格魯門被迫改用萊特公司直徑較大的R-1820發動機。由於直徑較大的發動機會影響前方與下方的視野，這對在航空母艦上起降作業相當不便，使得美國海軍很不願意接受這項變更。

1940年4月第一架原型機展開試飛的工作，為了提供良好的飛行員視野，XF5F有一個非常短的機鼻，整個機身沒有超過機翼的前緣，看起來像是沒有機鼻的樣子。即使如此，飛行員下方與側方的視野仍然因為發動機的直徑關係而很有限。

從試飛開始XF5F的問題就相當多，包括發動機潤滑油冷卻不足，阻力過高，起落架艙門的關閉有困難等等。到了1942年2月遞交給海軍時，XF5F的前景已經不被看好。1944年11月在一次起落架故障中損傷過重而讓研發計畫正式畫上休止符。相關的研究資料日後協助格魯門設計第一架雙發動機艦載戰鬥機F7F。

## 規格 (XF5F Skyrocket)
基本信息
- 机组：1

性能
武器

- 4 x 0.5寸 (12.7毫米) 機槍
- 2 x 165磅 (75 公斤) 炸彈